# Zaus intermedius
Zaus intermedius is een eenoogkreeftjessoort uit de familie van de Harpacticidae. De wetenschappelijke naam van de soort is voor het eerst geldig gepubliceerd in 1940 door Nicholls.